# Wierbowo (obwód smoleński)
Wierbowo (ros. Вербово) – wieś (ros. деревня, trb. dieriewnia) w zachodniej Rosji, w osiedlu wiejskim Pionierskoje rejonu smoleńskiego w obwodzie smoleńskim.

## Geografia
Miejscowość położona jest nad Sożem, 3 km od drogi regionalnej 66K-22 (Szczeczenki – Monastyrszczina), 11 km od drogi federalnej R135 (Smoleńsk – Krasnyj – Gusino), 9,5 km od drogi federalnej R120 (Orzeł – Briańsk – Smoleńsk – Witebsk), 24,5 km od drogi magistralnej M1 «Białoruś», 13,5 km od centrum administracyjnego osiedla wiejskiego (Sanniki), 15,5 km od Smoleńska, 15,5 km od najbliższej stacji kolejowej (Tyczinino).
W granicach miejscowości znajduje się ulica Dorożnaja (6 posesji).

## Demografia
W 2010 r. miejscowość zamieszkiwały 2 osoby.